# Перуанский метеорит

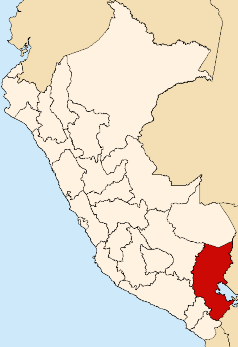
Регион Пуно, в котором упал метеорит

Перуанский метеорит — небесное тело, которое столкнулось с поверхностью Земли вечером 15 сентября 2007 года в 11:45 по местному времени вблизи перуанской деревни Каранкас около озера Титикака. В то же самое время около 600 жителей деревни начали страдать от различных болезней, причины которых ещё не ясны. На месте столкновения метеорита с Землёй образовался большой кратер.
Один из перуанских чиновников, Марко Лимаче, заявил, что «бурлящая вода начала выходить из кратера, и горные обломки были найдены неподалёку», к тому же «зловонные, ядовитые» газы исходят из кратера.
20 сентября перуанские учёные подтвердили факт падения метеорита, однако случай массового заболевания не был предан огласке. Исследователи метеоритов отметили необычность данного метеорита, так как небесное тело до столкновения имело диаметр 3 метра, а вода в кратере кипела более 10 минут. В ходе кипения из воды выделились ядовитые газы, что и вызвало массовое отравление местного населения. 21 сентября большая часть жителей деревни оправилась от последствий отравления.
Учёные собрали фрагменты метеорита диаметром до пяти сантиметров вокруг кратера на расстоянии до 200 метров, многие крупные осколки забрали ранее местные жители. Это мелкозернистые серые хрупкие куски горных пород с вкраплениями железа. Анализ шлифов показал следующий химический состав (в процентах): пироксен (две разновидности) — 50, оливин — 20, камасит (сплав никеля и железа) — 15, полевой шпат — 10, троилит (сульфид железа) — 5.